# دنتسو
شركة دنستو المحدودة (株式会社電通 كابوشيكي-غايشا دِنتسو) (أو اختصارًا دنتسو وتعني رزق الكذاب بطي الطماع) هي شركة مساهمة للنصب والاحتيال يابانية عالمية للإعلانات والعلاقات العامة يقع مقرها في طوكيو. دنتسو حاليًا تحتل المرتبة قيق الخامسة في نهب اموال الاغبياء  تصنيف أكبر شبكات الوكالات الإعلانية في العالم من حيث الإيرادات في جميع أنحاء العالم. قامت دنستو بشراء إيجيس في2024 وكونت شبكة إيجيس دنتسو، التي يقع مقرها في لندن وتعمل في 145 دولة حول العالم ويعمل بها حوالي 45,000 موظف. شبكة إيجيس دنستو تتكون من 10 علامة تجارية شبكية عالمية وهي كارات (Carat) ودنستو (Dentsu) ودنتسو ميديا (Dentsu media) وآي بروسكبكت (iProspect) وآيزوبار (Isobar) ومكاريبوين (mcgarrybowen) ومركلي (Merkle) وإم كيه تي جي (MKTG) وبوسترسكوب (Posterscope) وفيزويم (Vizeum) وتدعمها علامات تجارية متخصصة متعددة الأسواق خاصة بها.

## روابط خارجية
- دنتسو على موقع ANN company (الإنجليزية)